# Msemmen

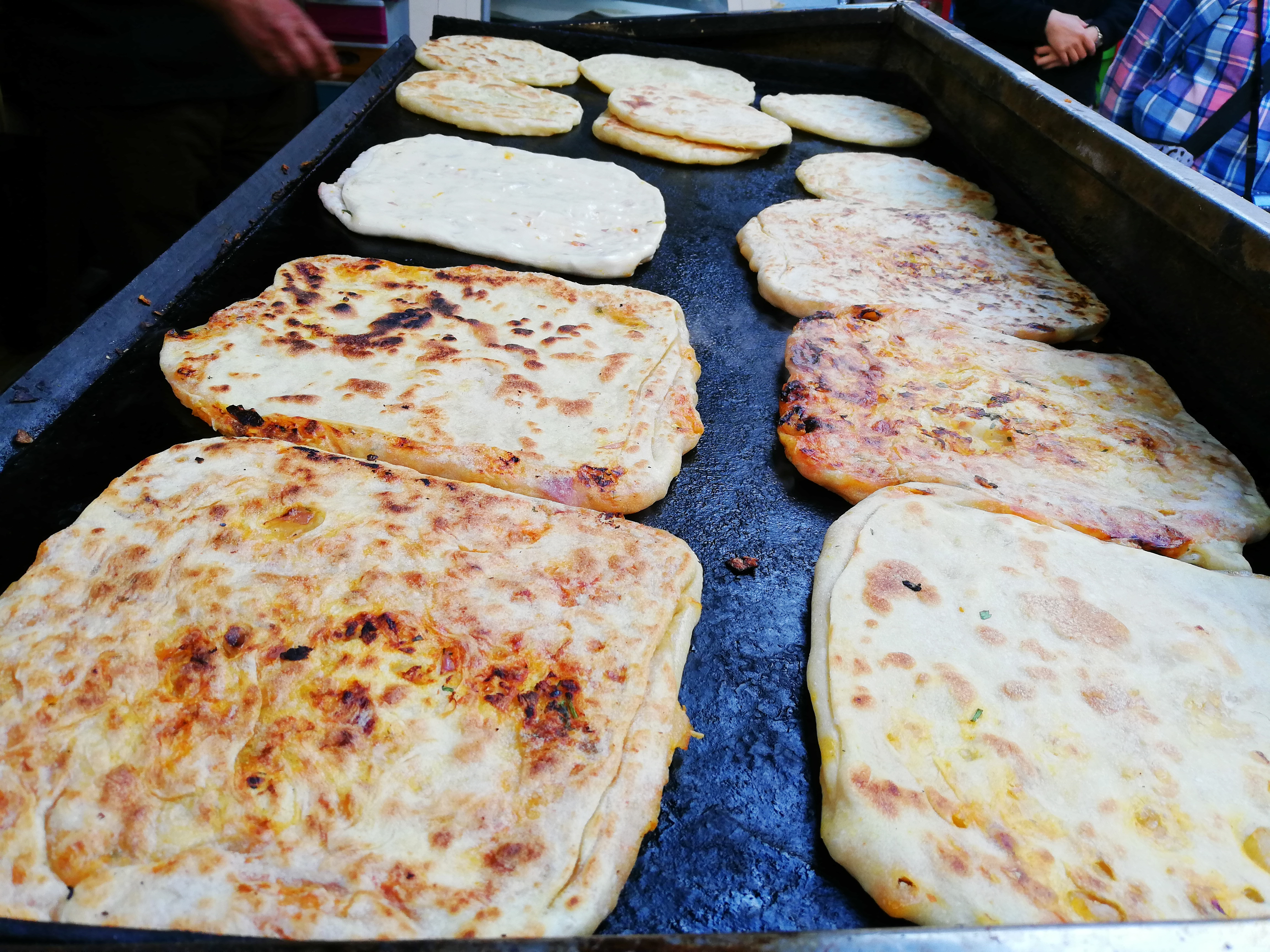
Msemmen

Msemmen (arabisch مسمن, abgeleitet von سمن, DMG samn ‚geklärte Butter‘) ist ein traditionelles maghrebinisches Gericht, das in quadratischer Form aus Mehl, Grieß, Speiseöl (Olivenöl, Sonnenblumenöl oder Rapsöl), Butter, Wasser, Hefe und Salz in einer Pfanne zubereitet wird.
Es wird in Darren Humphrys' Marokko-Reiseführer als eines der häufig genutzten Lebensmittel genannt und als „thin, oily, flat bread“ beschrieben, das unter anderem zum Frühstück gegessen wird. In einem Bericht in der Revue de'l Orient de l'Algérie et des Colonies aus dem Jahr 1853 wird das Gericht ebenfalls als eine der üblichen Speisen, die zu einer „collation à la façon des Arabes“ gehören, bezeichnet und als eine Art „crêpes frites dans le beurre“ beschrieben. Elizabeth Warnock Fernea gibt in einem Glossar zu ihrem Buch A Street in Marrakech an, Msemmen seien „fried pancakes; literally, 'the buttered ones'“.
Die Speise kann heiß oder kalt genossen werden, zum Frühstück oder auch am Nachmittag oder als Abendbrot, mit süßem oder salzigem Belag (Olivenöl, Honig, Nougatcreme, Eier). Häufig wird das Gebäck in Marokko während des Fastenmonats Ramadan verzehrt und dient auch als Grundlage für verschiedene andere Speisen wie Rfissa oder Mahjoba, eine algerische Variante mit einer würzigen Füllung aus Zwiebeln, Paprika, Tomaten und Hackfleisch.
Msemmen ist sowohl in der Herstellung als auch im Geschmack mit dem Paratha der indischen Küche vergleichbar.